# 치과방사선학
치과방사선학(dental radiology) 또는 구강악안면방사선학(Oral and maxillofacial radiology)은 치과학에 방사선촬영을 도입해 뼈 등의 구조를 알아내고 치료에 응용하는 방법을 말한다.